# ジャン3世 (ブルターニュ公)
ジャン3世（Jean III de Bretagne、1286年3月8日 - 1341年4月30日）は、ブルターニュ公。アルテュール2世とリモージュ子爵マリーの長男。

## 生涯
母マリーからリモージュ子爵位を継承したジャン3世は、1301年から1314年、1317年から1331年までリモージュを治めた。
父の跡を継いでブルターニュ公となると、彼は父と2度目の妃ヨランドの結婚の正統性に挑み、アルテュール2世の遺産に対しての長い闘争を開始した。1315年、彼はルイ10世が行った対フランドル遠征に参加した。彼はフランス王側についてフィリップ・ド・ヴァロワ（のちのフィリップ6世）とともにカッセルの戦いに挑み、負傷している。
1316年、彼はエルミーヌ（イタチ）の紋様を好んで自らの紋章を変えた。これは現在もブルターニュを表すものとして残っている。
子供がないジャン3世は自らの相続人として最も近い異母弟ジャン・ド・モンフォール（彼の憎んだ継母の生んだ子）と複雑な関係にあり、自らの死後はブルターニュをフランス王領にしたいという思いがあった。彼は同母弟ギィの娘であるジャンヌ・ド・パンティエーヴルを、フィリップ6世の甥であるシャルル・ド・ブロワと結婚させた。
1338年、ジャン3世はフランス王支援のためブルターニュ艦隊を低地諸国のスロイスへ送ったが、艦隊はイングランド海軍に撃破された（スロイスの海戦）。その後彼はフィリップ6世支援に向かい、フランドルから帰路の途中のカーンで死去した。
ジャン3世が継承問題を片付けなかったため、彼の死後ブルターニュ継承戦争が始まった。

## 結婚
ジャン3世は3度結婚しているが子供がなかった。1度目、2度目の妃とは死別している。
- 1297年 - イザベル・ド・ヴァロワ（1309年没、シャルル・ド・ヴァロワとマルグリット・ダンジューの子）
- 1310年 - イザベル・ド・カスティーユ（1328年没、カスティーリャ王サンチョ4世の子）
- 1329年 - ジャンヌ・ド・サヴォワ（サヴォワ伯エドアルドの子）

## 紋章

1316年までのブルターニュ公の紋章
1316年、ジャン3世はアーミンのみの紋章とした。この紋章は現在もブルターニュの紋章である。